# Baía de Pemba FC
Der Baía de Pemba Futebol Clube ist ein 2011 gegründeter mosambikanischer Fußballverein aus der Stadt Pemba in der Provinz Cabo Delgado. Aktuell spielt der Verein in der Moçambola, der höchsten Spielklasse des Landes.

## Geschichte
Der Verein wurde am 1. September 2011 gegründet. Im Jahr 2019 spielte er erstmals in der Moçambola, der höchsten Spielklasse Mosambiks und belegte den fünfzehnten Platz. Nach der Saison stieg Baía de Pemba wieder in die zweite Liga ab. Aufgrund der COVID-19-Pandemie wurde die darauffolgende Saison abgebrochen, sodass der Verein erst zwei Jahre später wieder in die Moçambola zurückkehren konnte.
Mit Associação Black Bulls sind sie die einzigen Teams der Moçambola 2022/23, die nicht von staatlichen Unternehmen finanziell unterstützt werden.

## Stadion
Seine Heimspiele trägt der Verein im Estádio Municipal de Pemba in Pemba aus. Das Stadion hat ein Fassungsvermögen von 5000 Personen.

## Erfolge
- Mosambikanischer Zweitligameister: 2018, 2023[5]
- Provincia Cabo Delgado Pokalsieger: 2022, 2023[6]

## Ligazugehörigkeit
| Saison | Platzierung                         | Spiele                              | S                                   | U                                   | N                                   | Tore                                | GT                                  | Punkte                              | Ligazugehörigkeit |
| ------ | ----------------------------------- | ----------------------------------- | ----------------------------------- | ----------------------------------- | ----------------------------------- | ----------------------------------- | ----------------------------------- | ----------------------------------- | ----------------- |
| 2018   | 1                                   | 14                                  | 11                                  | 1                                   | 2                                   | 24                                  | 6                                   | 34                                  | 2. Liga           |
| 2019   | 15                                  | 30                                  | 6                                   | 7                                   | 17                                  | 25                                  | 46                                  | 25                                  | Moçambola         |
| 2020   | Abbruch wegen der COVID-19-Pandemie | Abbruch wegen der COVID-19-Pandemie | Abbruch wegen der COVID-19-Pandemie | Abbruch wegen der COVID-19-Pandemie | Abbruch wegen der COVID-19-Pandemie | Abbruch wegen der COVID-19-Pandemie | Abbruch wegen der COVID-19-Pandemie | Abbruch wegen der COVID-19-Pandemie | 2. Liga           |
| 2021   | Abbruch wegen der COVID-19-Pandemie | Abbruch wegen der COVID-19-Pandemie | Abbruch wegen der COVID-19-Pandemie | Abbruch wegen der COVID-19-Pandemie | Abbruch wegen der COVID-19-Pandemie | Abbruch wegen der COVID-19-Pandemie | Abbruch wegen der COVID-19-Pandemie | Abbruch wegen der COVID-19-Pandemie | 2. Liga           |
| 2022   | 1                                   | 5                                   | 3                                   | 1                                   | 1                                   | 8                                   | 4                                   | 13                                  | 2. Liga           |
| 2023   | 6                                   | 22                                  | 8                                   | 9                                   | 5                                   | 20                                  | 18                                  | 39                                  | Moçambola         |
| 2024   |                                     |                                     |                                     |                                     |                                     |                                     |                                     |                                     | Moçambola         |

## Pokalhistorie

### Taça de Moçambique (Pokal)
| Saison | Turnier            | Runde                | Gegner                 | Ergebnis    |
| ------ | ------------------ | -------------------- | ---------------------- | ----------- |
| 2023   | Taça de Moçambique | Halbfinale           | Associação Black Bulls | 1-0         |
| 2023   | Taça de Moçambique | Viertelfinale        | Ferroviário Beira      | 1-0         |
| 2022   | Taça de Moçambique | Viertelfinale        | UD Songo               | 5-1         |
| 2022   | Taça de Moçambique | Qualifikation        | Ferroviário Nacala     | 1-0         |
| 2019   | Taça de Moçambique | Qualifikationsfinale | Ferroviário Nacala     | 2-2 (2-3) E |
| 2019   | Taça de Moçambique | Qualifikation        | Ferroviário Lichinga   | 3-0         |

### Taça Provincia de Cabo Delgado (Regionalpokal)
| Saison  | Turnier                                              | Runde   | Gegner                          | Ergebnis    |
| ------- | ---------------------------------------------------- | ------- | ------------------------------- | ----------- |
| 2023    | Futebol Taça de Moçambique Provincia de Cabo Delgado | Finale  | Ass. Desportiva de Pemba        | 2-2 (3-4) E |
| 2023    | Futebol Taça de Moçambique Provincia de Cabo Delgado | Runde 2 | Movimento de Rennovacao da Vida | 2-0         |
| 2022    | Futebol Taça de Moçambique Provincia de Cabo Delgado | Finale  | Ass. Desportiva de Pemba        | 0-0 (5-4) E |
| 2022    | Futebol Taça de Moçambique Provincia de Cabo Delgado | Runde 2 | FC de Pemba                     | 2-0         |
| 2022    | Futebol Taça de Moçambique Provincia de Cabo Delgado | Runde 1 | 11 Estrelas de Chiure           | 1-3         |
| Quelle: |                                                      |         |                                 |             |